# 爨摩湴
爨摩湴（?—?），唐朝爨氏豪酋，爨仁弘的兒子。
唐睿宗垂拱四年（688年），其曾祖父爨乾福擔任昆州刺史。祖父爨荣宗被唐朝封为左监门卫大将军、郎州（南宁州，今云南省曲靖市）刺史、南宁郡王，父親爨仁弘被唐朝封為特進、郎州（今云南省曲靖市）刺史、南寧郡王。爨摩湴是东爨（乌蛮）的首長。他的兄弟爨歸王是西爨（白蛮）的首長。其子爨日进、爨崇道。